# Cemitério de Abney Park
Portão de entrada do cemitério
Abney Park cemetery é um dos Sete Magníficos Cemitérios de Londres.
Abney Park em Stoke Newington, no borough de Hackney, é um local histórico originalmente ocupado no século XVIII por Mary Abney e Isaac Watts, e pela vizinha família Hartopp.

## Galeria

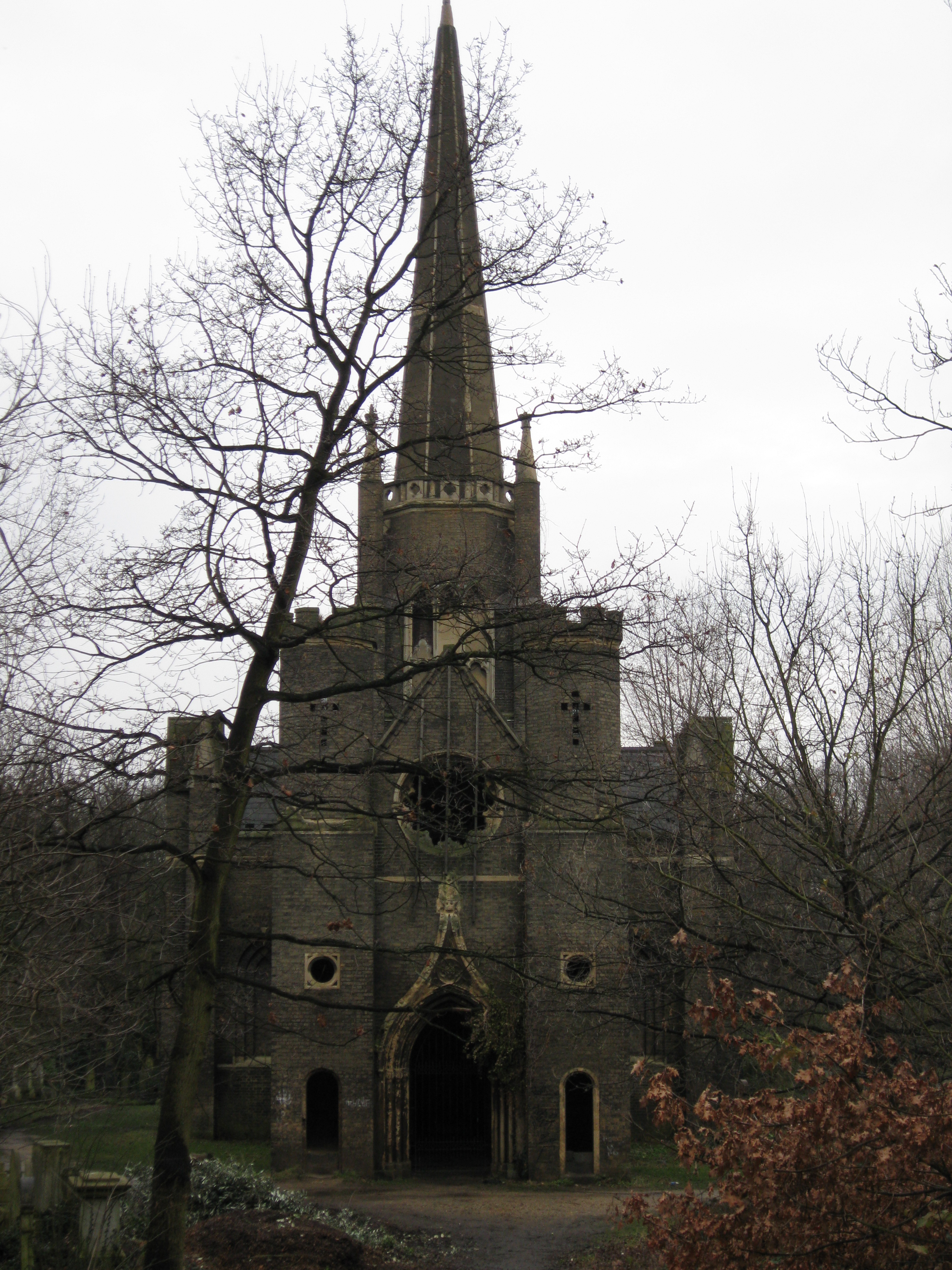
View of the Gothic Chapel from the War Monument
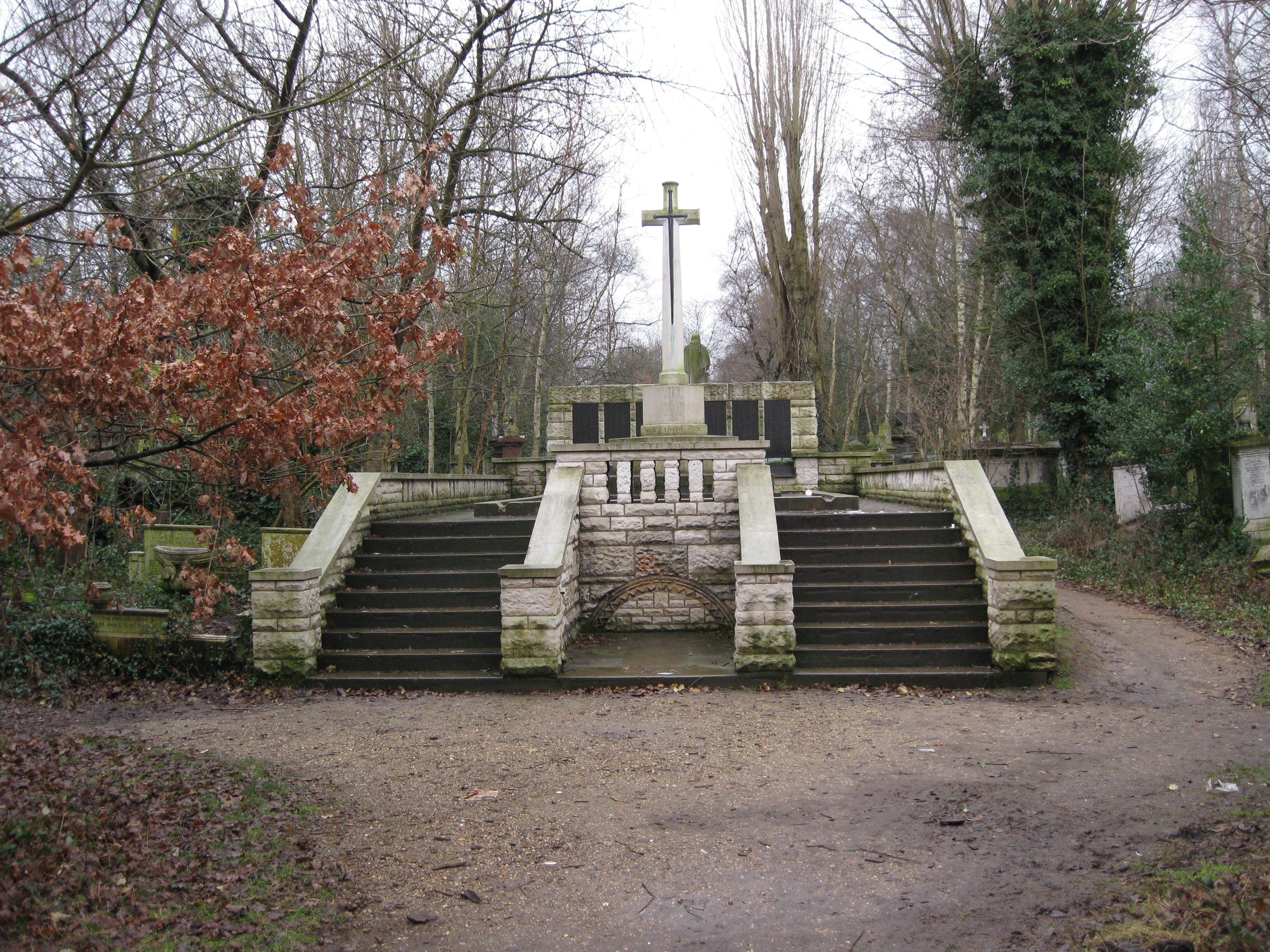
Overview of the Monument to the Great Wars
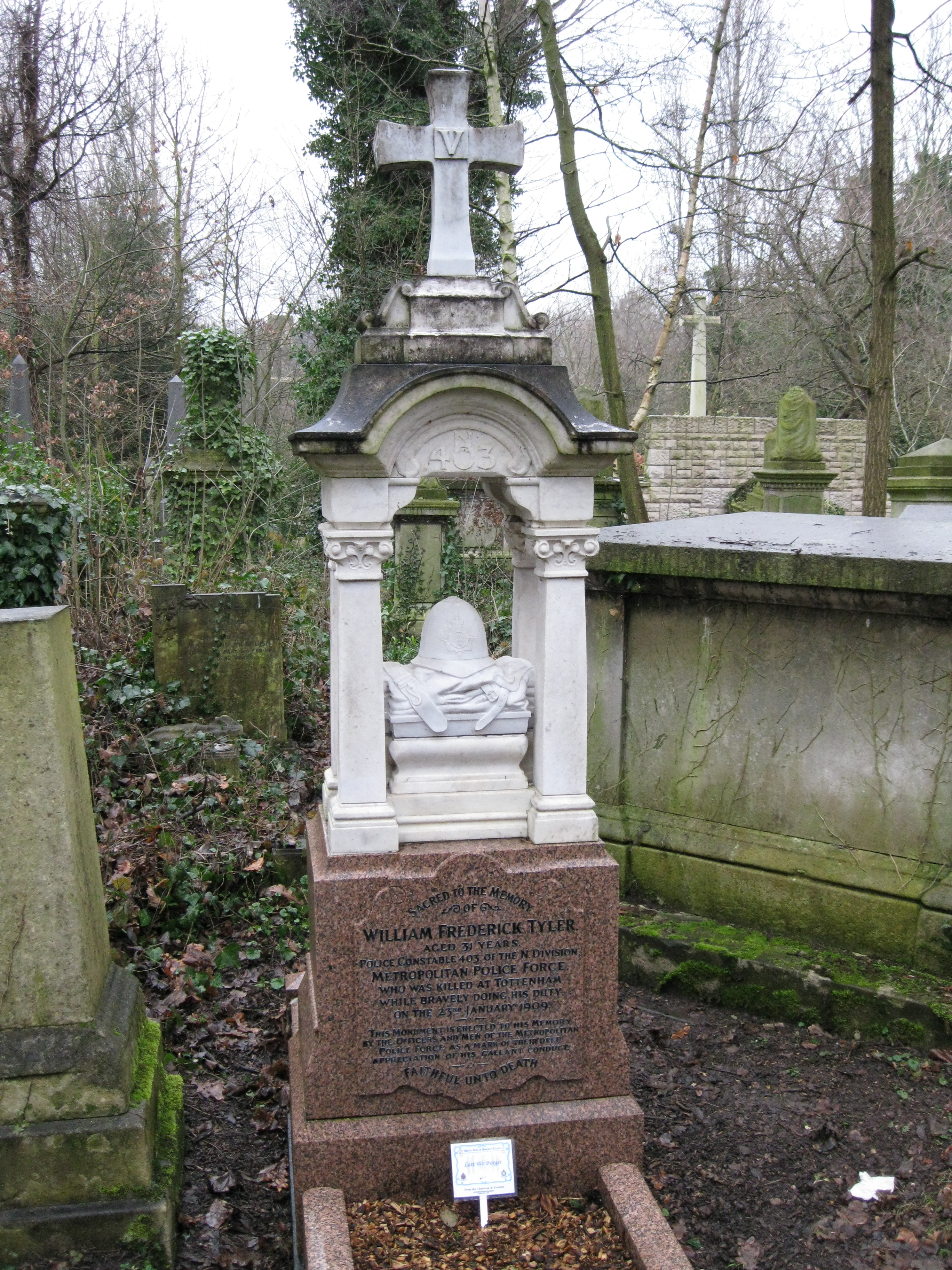
The memorial to PC William Frederick Tyler who died on duty in 1909 in the Tottenham Outrage (Grave K06:114880)
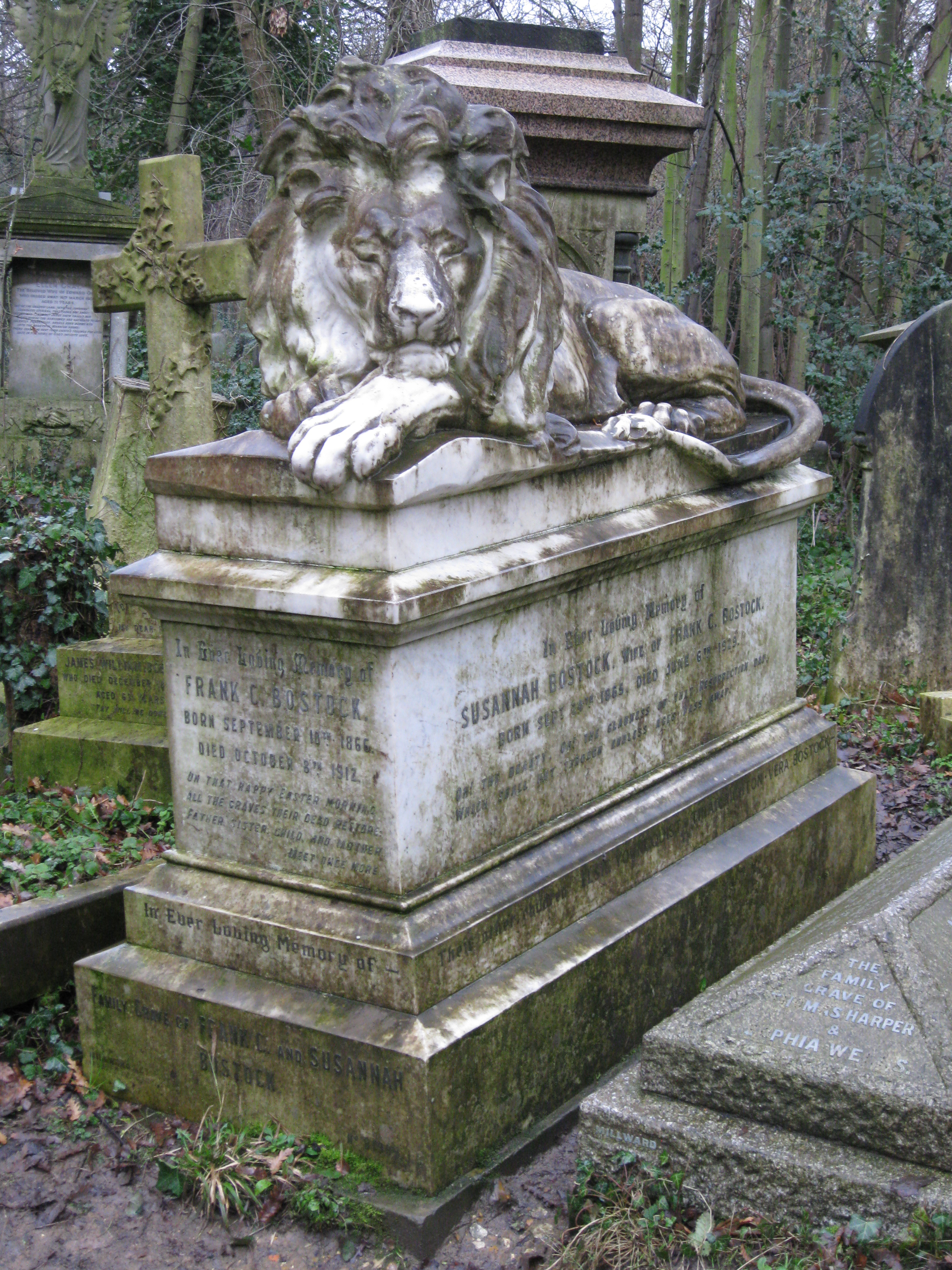
The lion on the grave of Frank, Susannah and Emmie Bostock (Grave J05:081999)
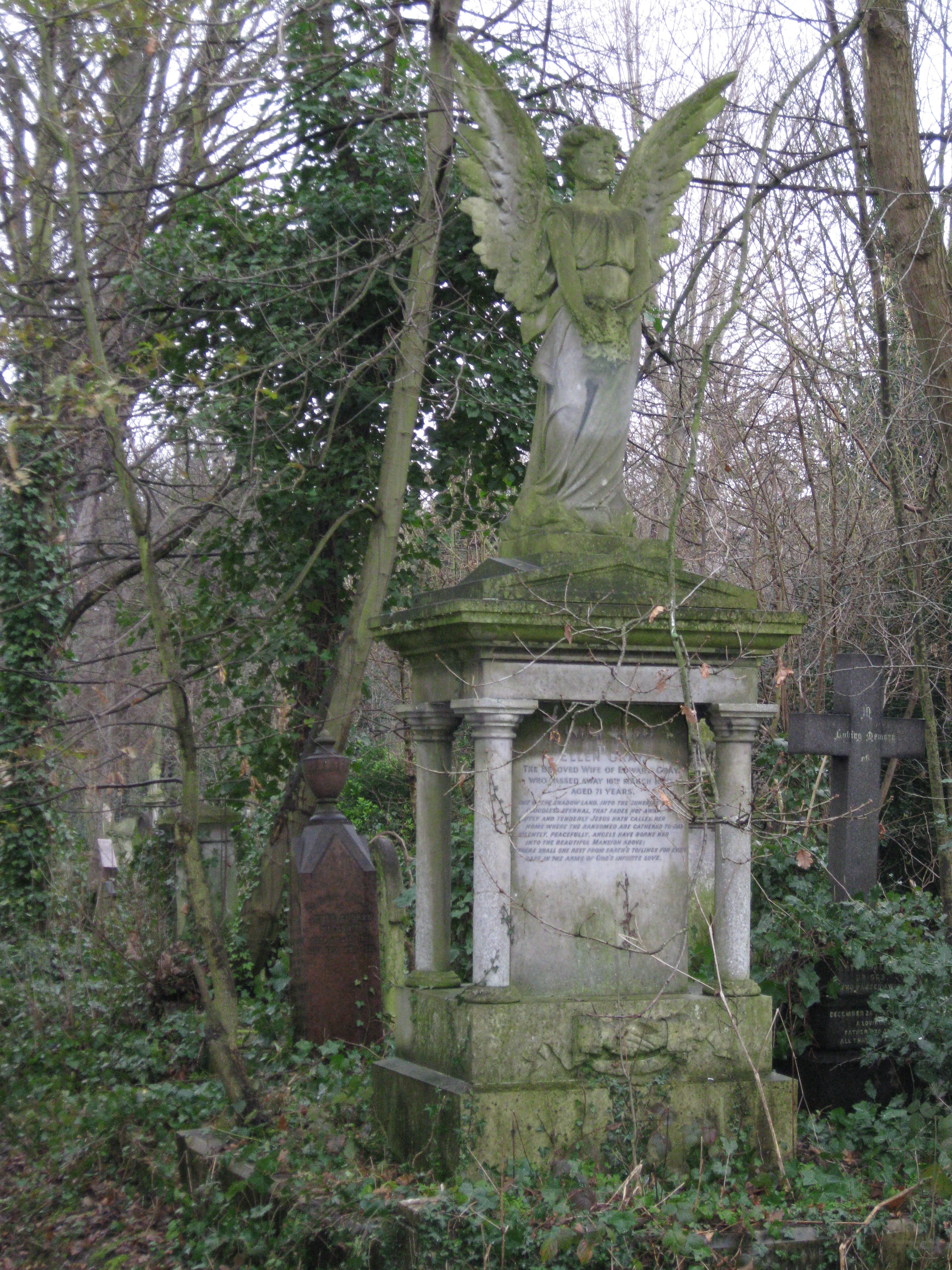
The angel on the grave of Ellen Gray (Grave J05:151328)
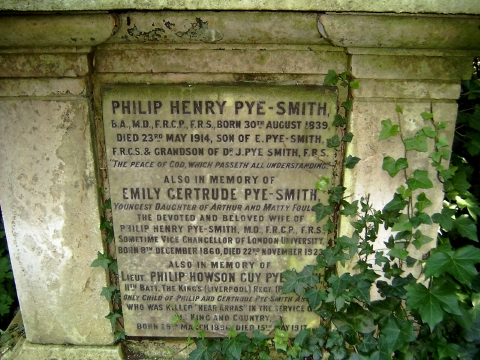
Family tomb of Pye-Smith family (Grave K06:006182)
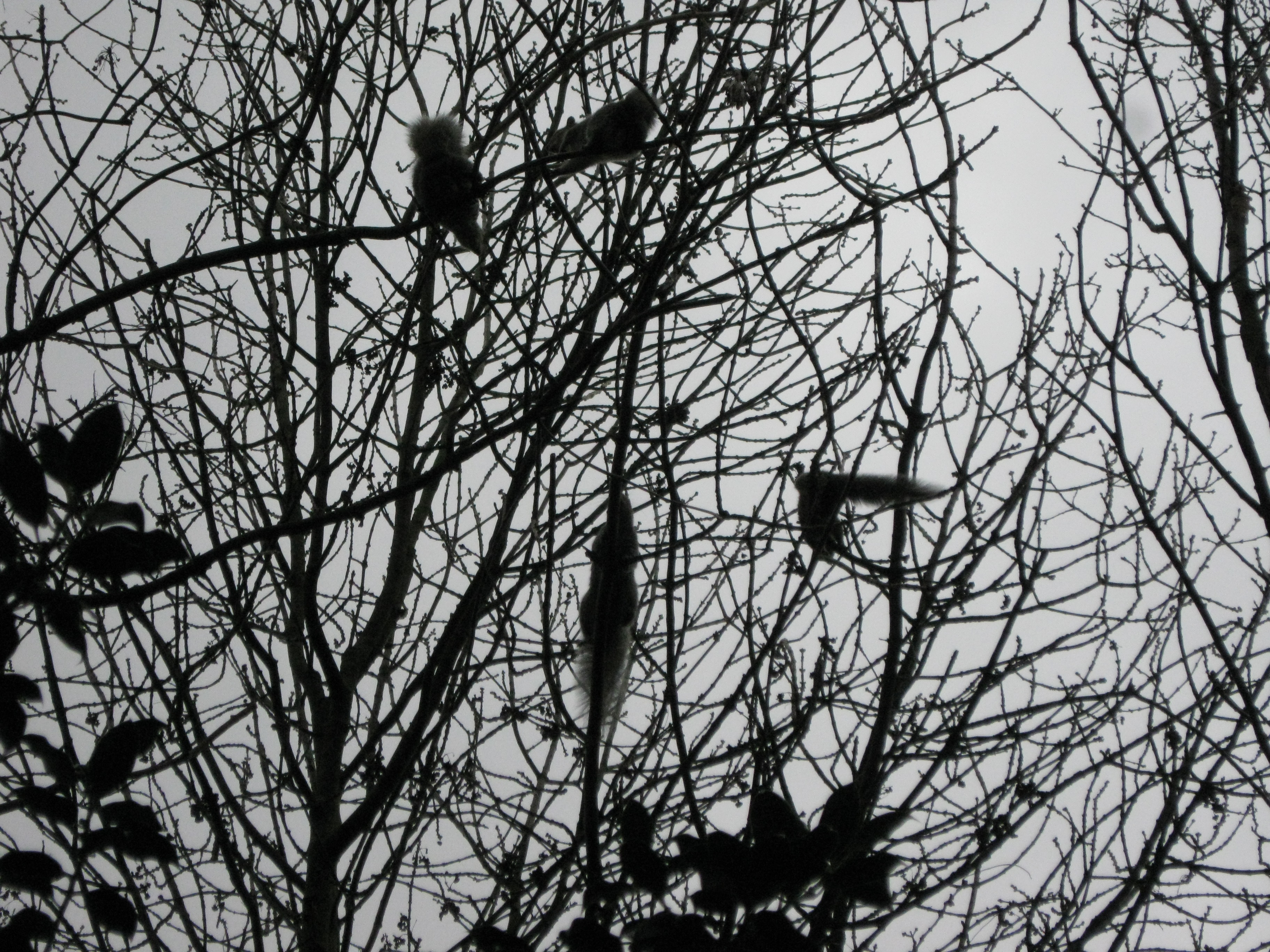
Wildlife in Abney Park Cemetery
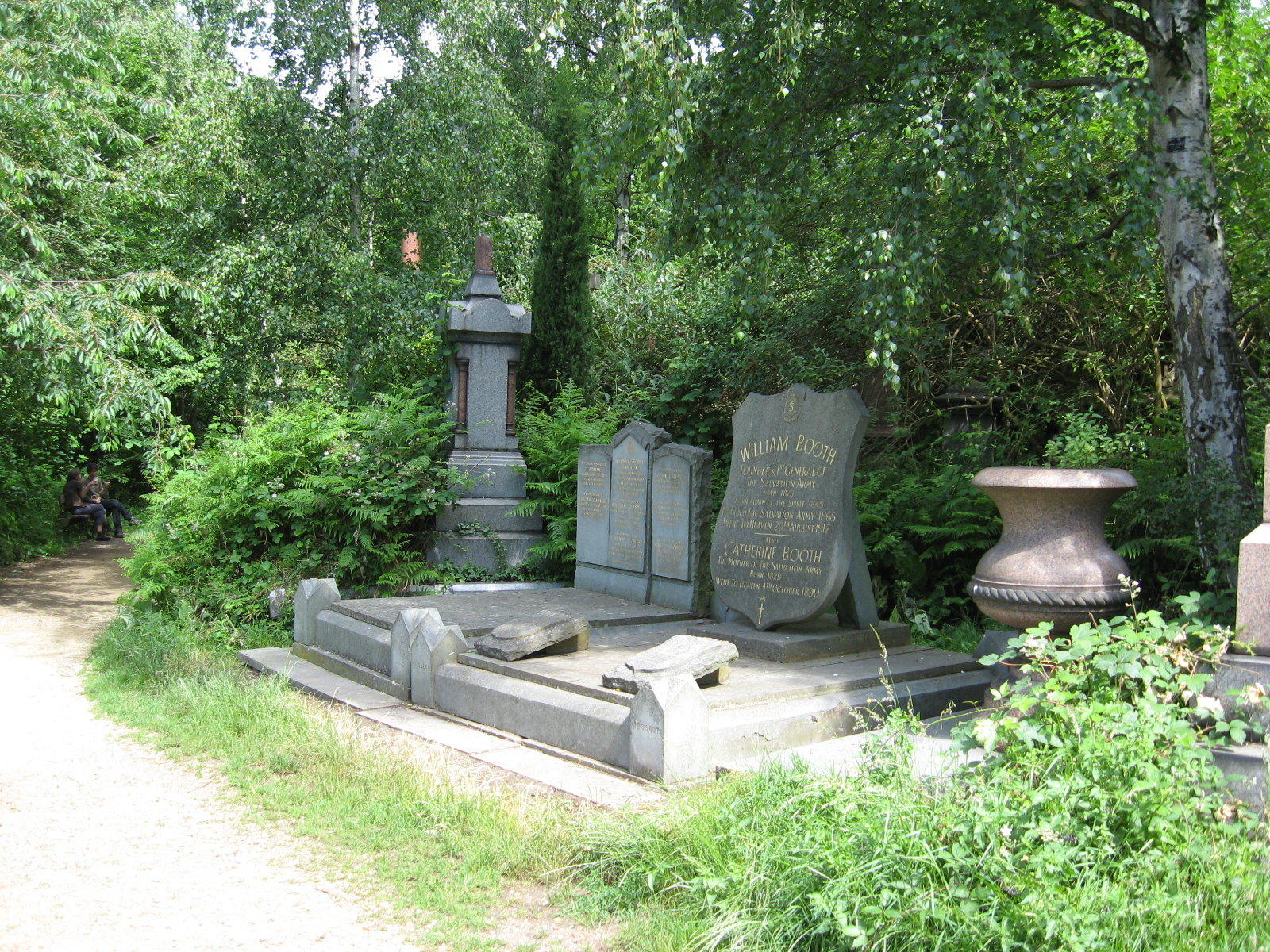
Salvation Army graves
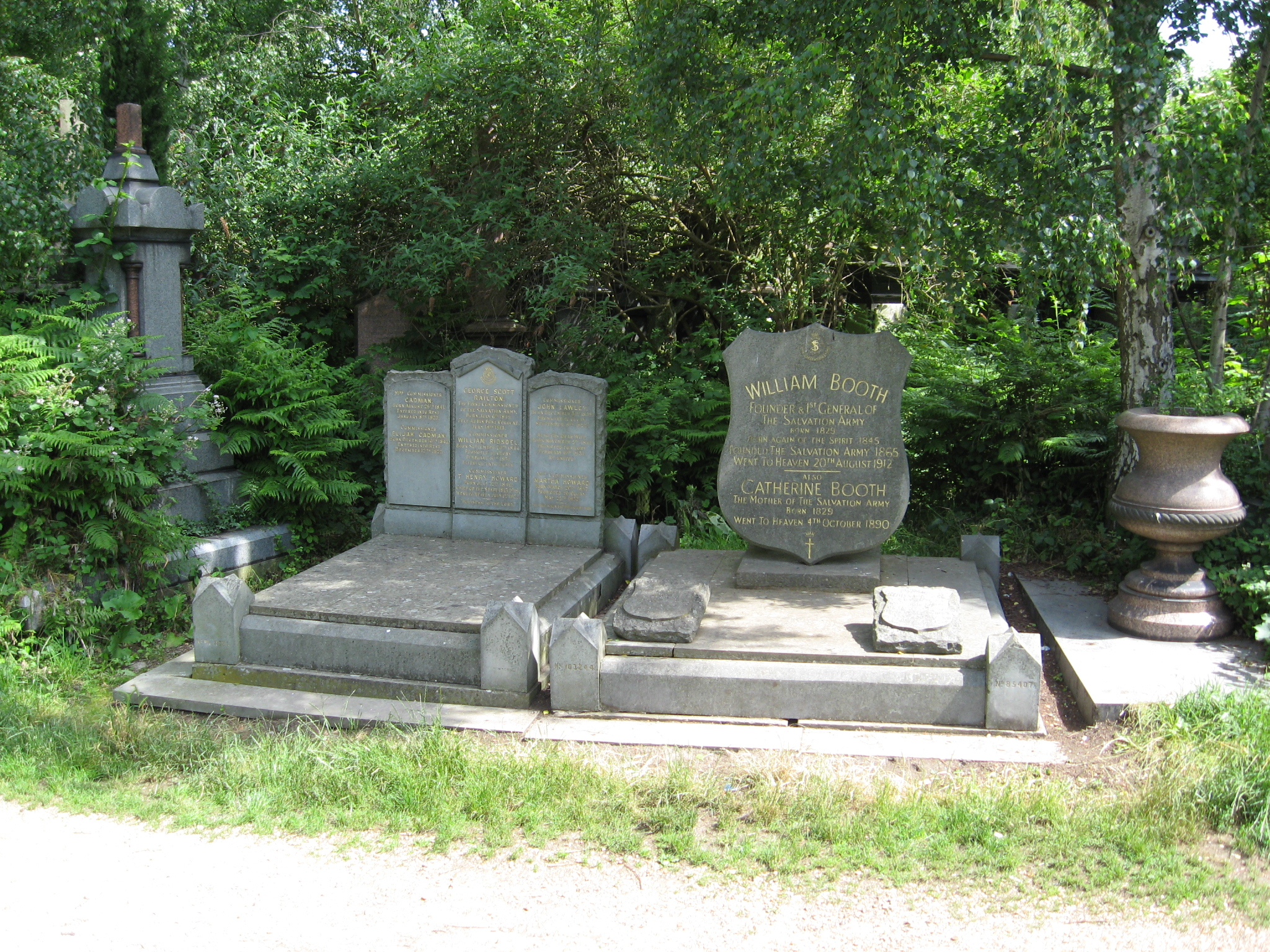
Graves of General William Booth, Catherine Booth and the Commissioners (Grave O06:103244)
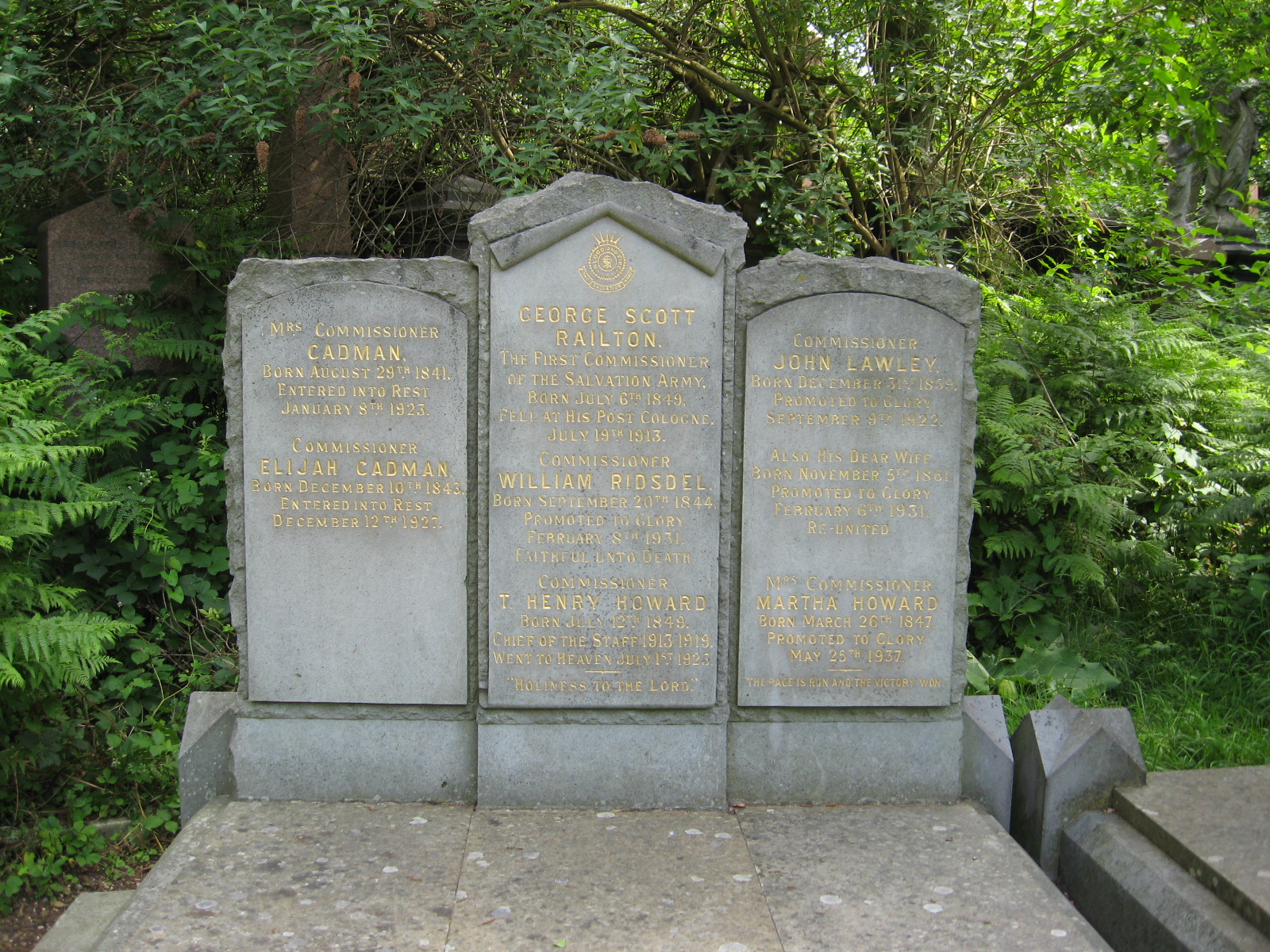
Graves of Salvation Army Commissioners
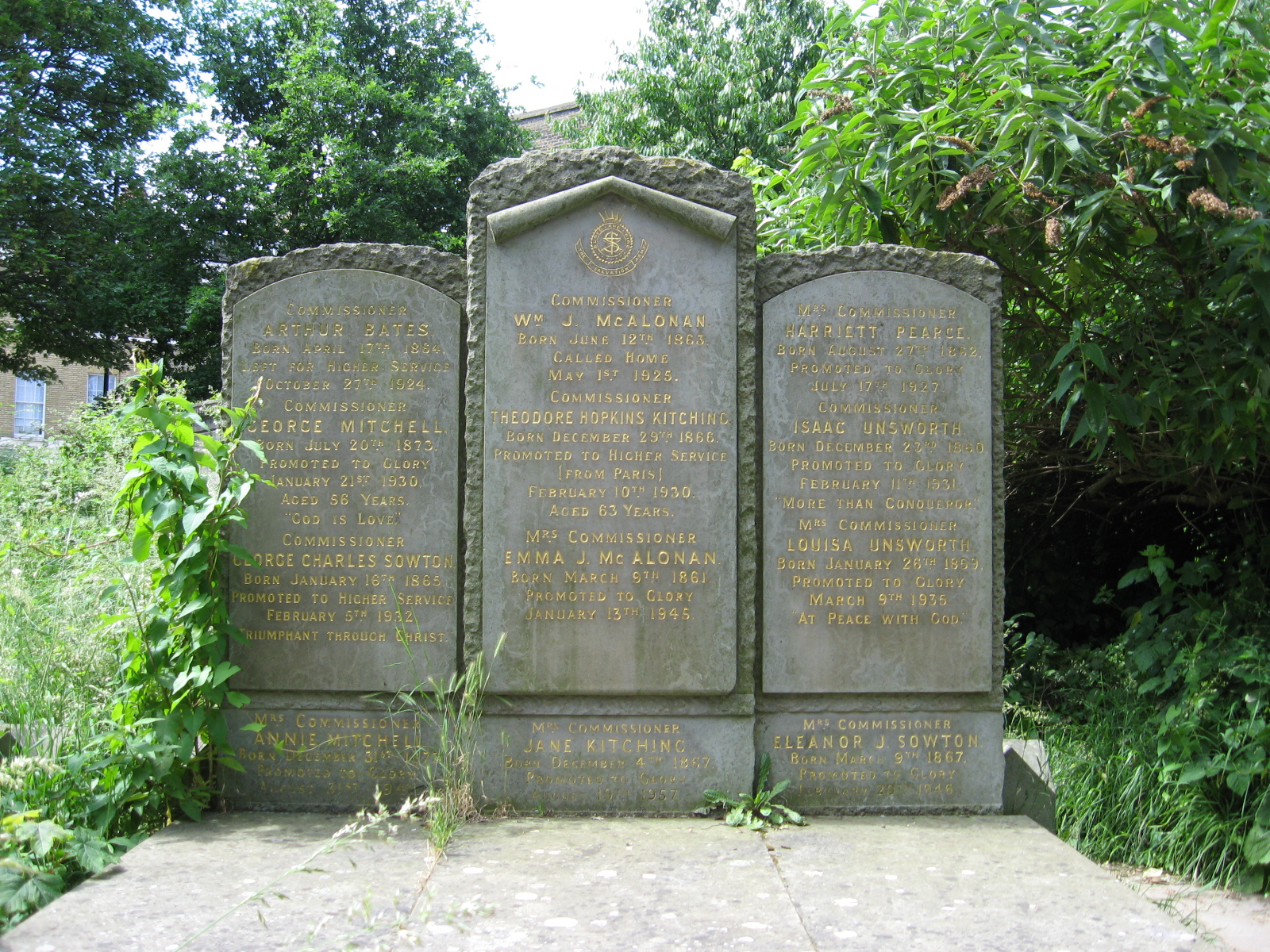
Graves of Salvation Army Commissioners
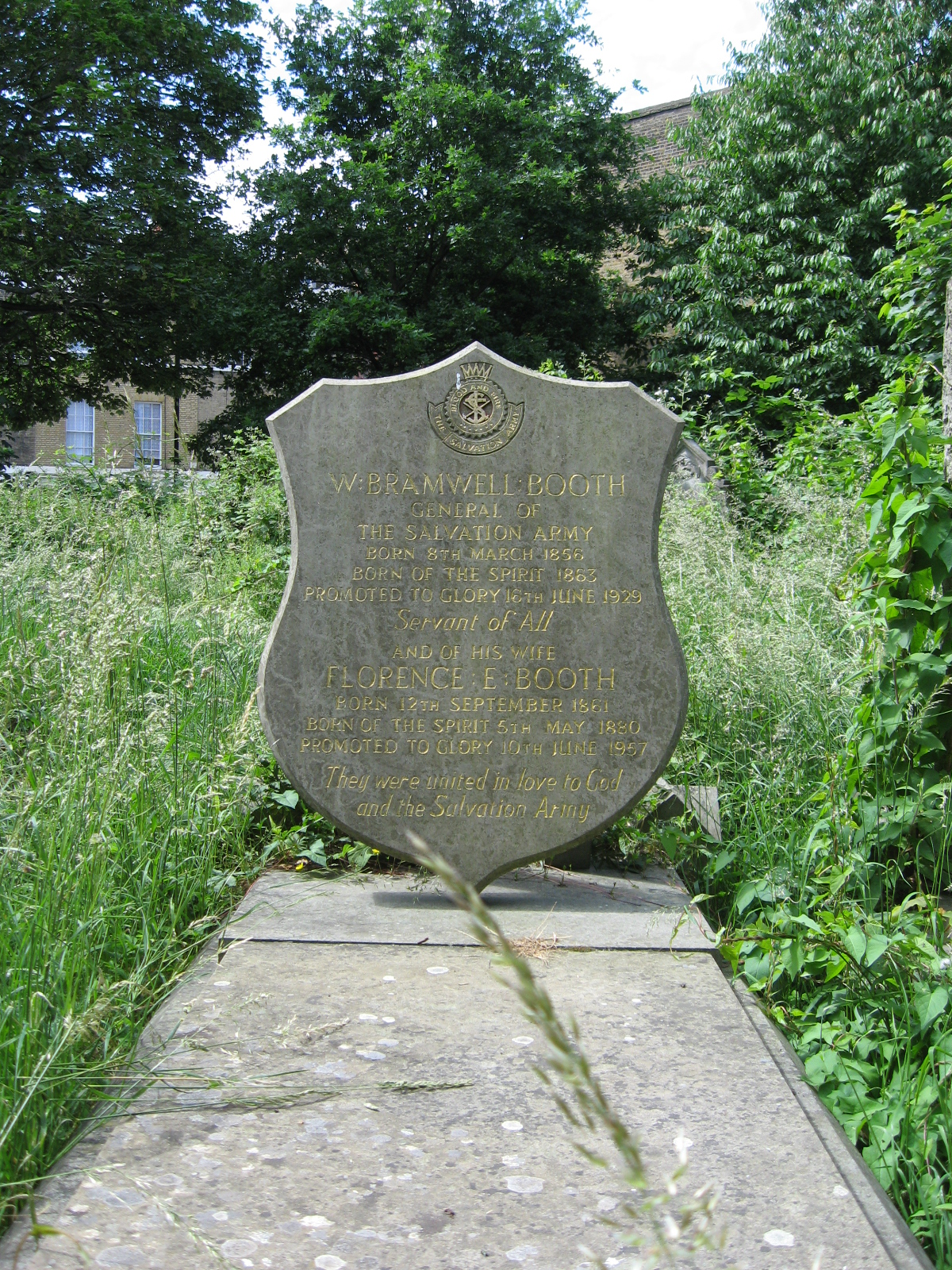
Grave of General Bramwell Booth and Florence Booth (Grave O06:133223)
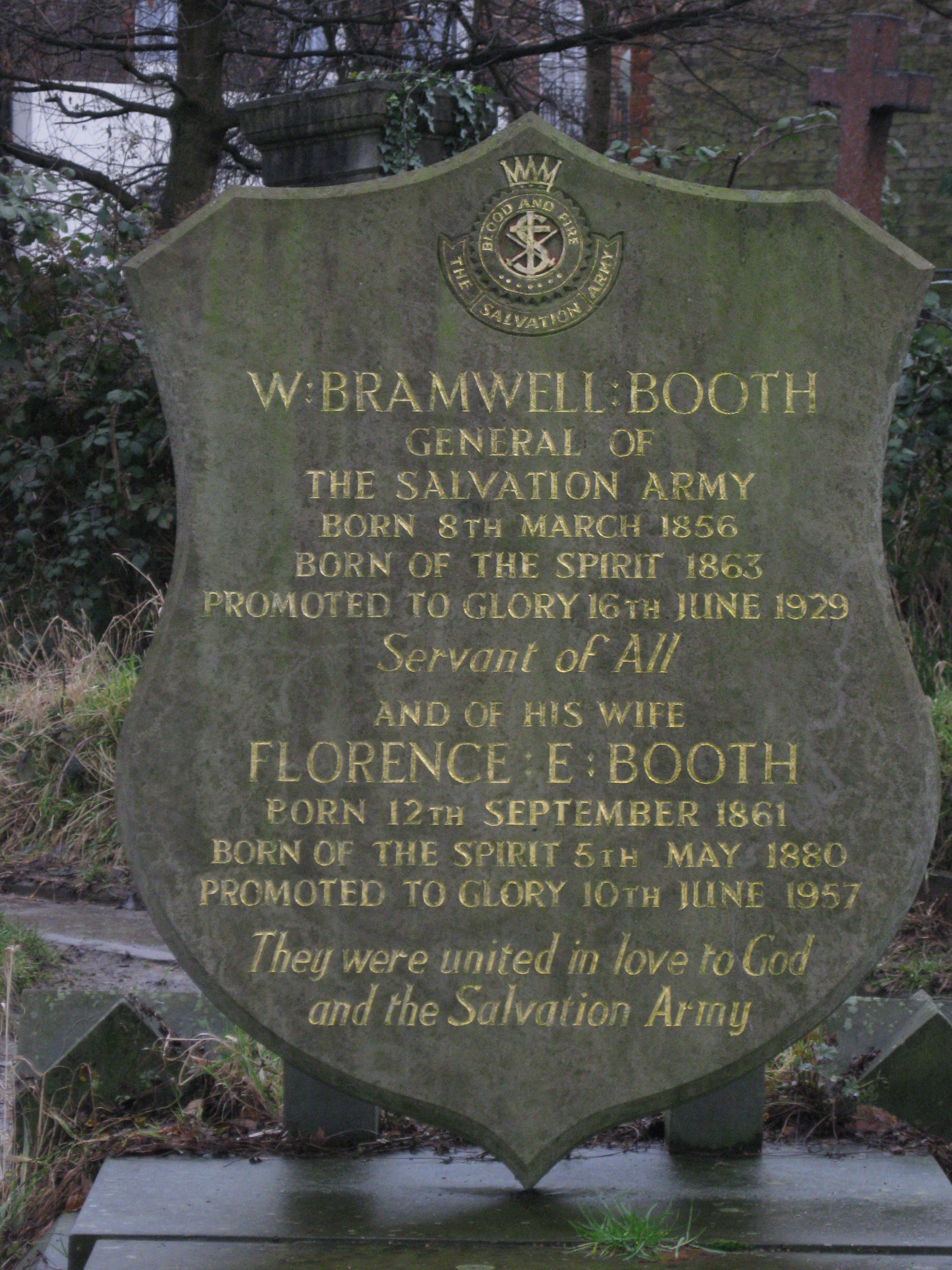
Salvation Army Marker for Bramwell Booth and his wife Florence Booth
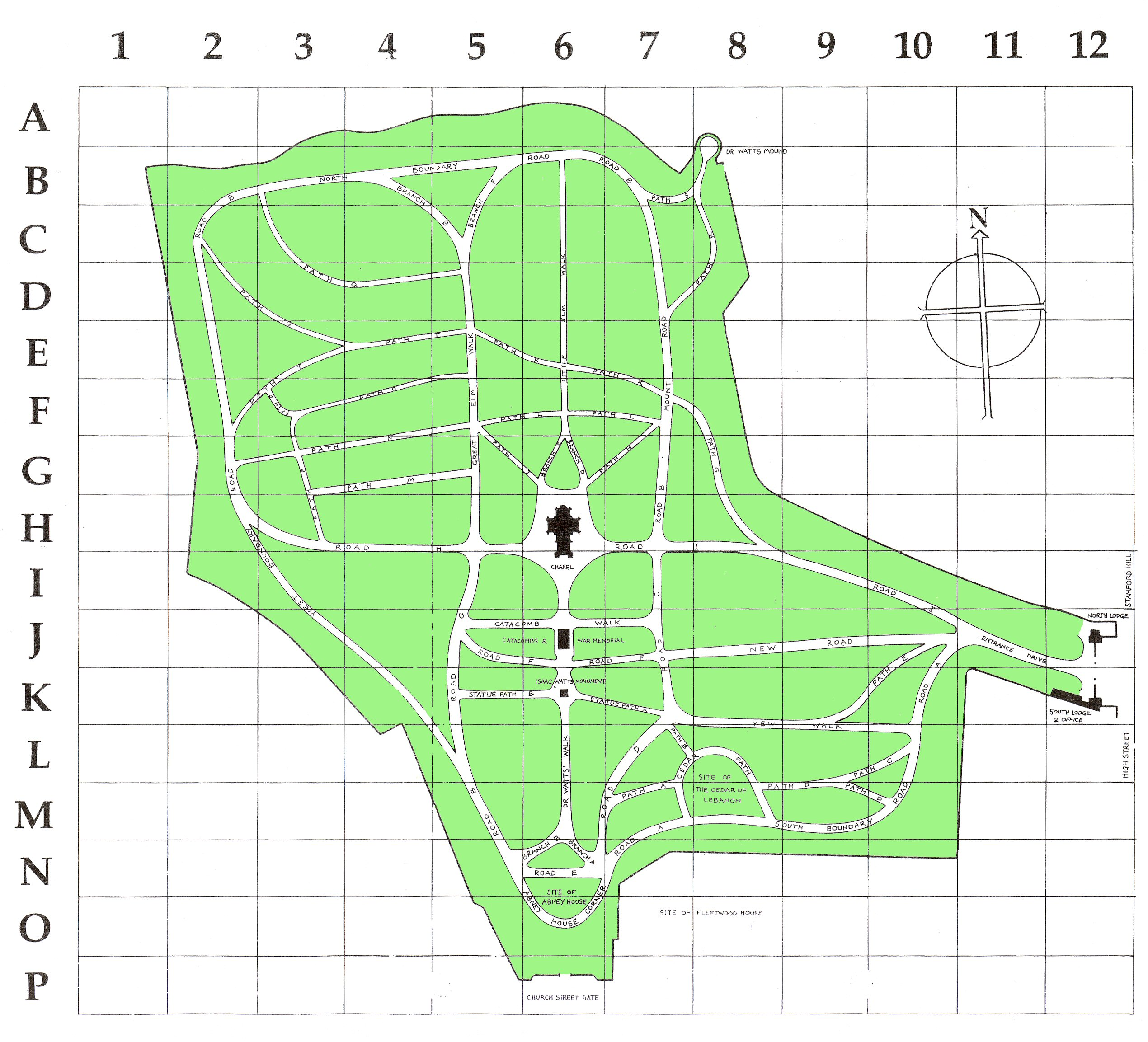
Map of the paths and grave sections within Abney Park